# Baleizão
Baleizão est une paroisse civile portugaise (en portugais : freguesia) de la municipalité de Beja, dans le district du même nom, en Alentejo.

## Géographie
Baleizão est située à l'est de Beja, dans le Bas Alentejo.
Son territoire est limitrophe des municipalités de Vidigueira, au nord, et de Serpa à l'est. Baleizão est séparée de cette dernière par le Guadiana.

## Démographie
Lors du recensement de 2021, Baleizão compte 884 habitants.

## Personnalités liées à Baleizão
- Catarina Eufémia